# The Chronicles of Riddick: Assault on Dark Athena
The Chronicles of Riddick: Assault on Dark Athena è un videogioco sparatutto in prima persona, avventura dinamica e anche stealth, uscito nel 2009 su Xbox 360, PlayStation 3, Microsoft Windows e Mac OS pubblicato da Atari. Il videogioco è il sequel di The Chronicles of Riddick: Escape from Butcher Bay, che è stato rifatto ed è stato incluso insieme ad Assault on Dark Athena.

## Trama
Il gioco riprende da dove è finito il primo capitolo cioè Riddick che riesce a fuggire dalla prigione di Butcher Bay. Riddick e Johns, il mercenario che aiutò Riddick nella fuga, vengono trascinati controvoglia nella Dark Athena, una nave mercenaria gigantesca gestita da Gail Revas (doppiato da Michelle Forbes) e dal suo secondo in comando, Spinner. Riddick riesce ad evitare la cattura dagli uomini di Revas anche se riescono a catturare Johns. Utilizzando le stesse tattiche furtive, già viste a Butcher Bay, Richard B. Riddick si nasconde e si insinua per tutta la nave uccidendo chiunque si trovi sul suo cammino. Molte delle guardie sono droni automatici composti da corpi umani con alcune parti meccaniche impiantate in essi.
Durante il suo cammino, Riddick incontra una bambina di nome Lynn che si sta nascondendo dalle guardie nei condotti dell'aria. Riddick si fa strada per le celle del carcere e trova diverse persone catturate, tra cui l'ex capitano della Dark Athena prima che Revas avesse preso il controllo totale; lì incontra la madre di Lynn, Ellen Silverman che si offre di aprire un varco nei condotti dell'aria, ma richiede varie attrezzature, anche un altro prigioniero di nome Dacher (doppiato da Lance Henriksen) offre le sue competenze tecniche per fuggire dalla nave e chiede a Riddick di trovare un codice per sbloccare le porte, Riddick accetta le missioni e riporta sia il codice che le attrezzature, così comincia a liberare tutti i prigionieri, ma la maggior parte sono morti, poiché Revas ha dato l'ordine di sterminare i prigionieri; rimane uccisa anche la madre di Lynn e Dacher. Riddick furioso di queste morti decide di inseguire Revas che intanto sta preparando una nave più piccola per fuggire, ma Riddick riesce a raggiungerla prima della fuga. Durante il combattimento, Riddick ferisce gravemente Revas e pensa di averla uccisa. Riddick sale sulla navetta preparata da Revas e tenta di portare con sé la piccola Lynn però durante il decollo Revas spara un missile che fa schiantare la navetta sul pianeta Aguerra Prime e quindi lascia la piccola Lynn da sola sulla nave.
Riddick si risveglia sulla riva di una spiaggia e si fa strada in una città abbandonata. Il pianeta è sotto assedio dalle truppe di Revas che stanno catturando i civili da usare come droni. Riddick si rende conto che il suo unico modo di lasciare il pianeta è di tornare nuovamente nella Dark Athena. Prima di risalire sulla nave si scontra con Spinner che indossa una tuta da Mech Robot, ma viene ugualmente sconfitto da Riddick. Intrufolatosi nella nave, Riddick incontra Lynn che gli spiega che sua madre le ha insegnato come controllare i droni e di farli rivoltare contro Revas. I droni cominciano a rivoltarsi contro i mercenari e Riddick incontra di nuovo Revas che veste un'armatura con armi pesanti, ma anche qui Riddick riesce a sconfiggere il nemico spingendola nel pozzo dell'ascensore. Alla fine del gioco Lynn chiede a Riddick se Revas tornerà e Riddick le risponde: "Quando dico addio, è per sempre". Poi i titoli di coda.

## Modalità di gioco
In  Assault on Dark Athena, in confronto di Escape from Butcher Bay, è stata migliorata la grafica e l'IA con l'aggiunta di una modalità multiplayer. La modalità singleplayer è stata ampliata per includere nel gioco la fuga di Riddick da una nave mercenaria chiamata Dark Athena.
Il giocatore prenderà il controllo del protagonista Riddick e dovrà guidarlo attraverso la nave Dark Athena affrontando i numerosi nemici e droni comandati a distanza, facendo uso delle sue abilità nel corpo a corpo, la letale furtività e la possibilità di vedere al buio. La componente del gioco si alterna tra fasi picchiaduro e sparatutto per affrontare le proprie nemesi, tuttavia il più delle volte sarà necessario utilizzare l'astuzia, cercando di non farsi scoprire ed annientarli in maniera silenziosa ma letale, sfruttando elementi tipici dei videogiochi stealth, in questo caso saranno i tunnel di aerazione e le aree buie ad aiutare il giocatore, assieme a varie armi di mischia ed i pugnali ulak.